# نورمن بلینچ
نورمن بلینچ (انگلیسی: Norman Bleanch؛ زادهٔ ۱۹ اوت ۱۹۴۰) بازیکن فوتبال است.
از باشگاه‌هایی که در آن بازی کرده‌است می‌توان به باشگاه فوتبال وستهام یونایتد اشاره کرد.